# Североафриканский волк
Североафриканский (золотистый) волк (лат. Canis lupaster lupaster) — подвид африканского волчьего шакала, находящийся под угрозой вымирания. Обитает на севере Египта и северо-востоке Ливии. В прошлом встречался по всему Египту и на Аравийском Полуострове, однако охота кардинально сократила популяцию египетского волка.
Ранее иногда классифицировался как подвид обыкновенного шакала (Canis aureus lupaster) или серого волка (Canis lupus lupaster).

## Распространение
Египетский волк распространён в Западной Пустыне, вокруг Шивы, Дахлы и оазисов Харга, около Каира, включая Gebel Asfar и Дахшур, Файюм и долины озера Насер, включая Wadi Allaqi, в Нильской Дельте, вокруг Вади-Натрун, и в Северном Синае. В настоящее время в Египте нет никаких законов по защите этого животного. В результате его численность оценивается в 30—50 особей.

## Характеристика
Это долговязое животное, шерсть серо-бежевая или грязно-жёлтая. Встречается редко.

## Мифология
Египетский бог Анубис обычно изображается с головой египетского волка. Голова Анубиса изображалась чёрной, с длинными ушами и острой мордой. Это изображение бога было одним из самых важных мифологических символов в Древнем Египте.
Также с головой египетского волка изображали Упуаута — бога смерти в древнеегипетской мифологии.

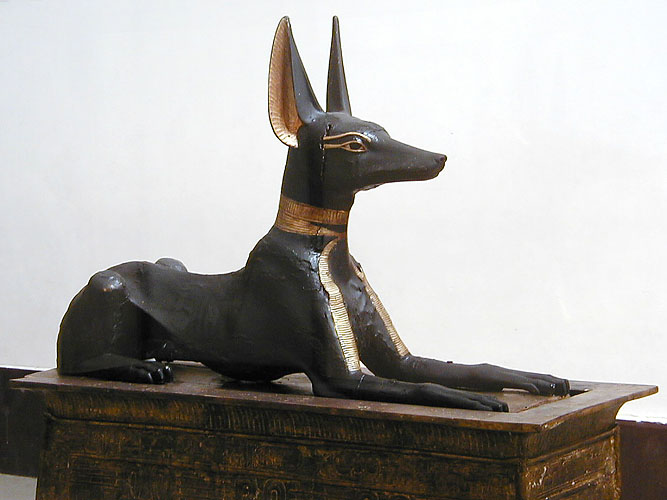
Статуя Анубиса в каирском музее
Изображение Анубиса